# بازاریابی ارجاعی
تحقیق‌ها نشان داده‌اند که بازاریابی ارجاعی (Referral Marketing) از بهترین روش‌های بازاریابی است که یک شرکت در طول حیات خود می‌تواند از آن استفاده کند. بازاریابی ارجاعی که گاهی از آن با عنوان بازاریابی دهان به دهان نیز یاد می‌شود، به  زبان ساده همان خرید یک مشتری به خاطر نظر یا پیشنهاد دیگران است. این نوع بازاریابی از روش‌های بسیار مؤثر بازاریابی است؛ زیرا مردم به نظر اطرافیان، دوستان، افراد مشهور جامعه، افراد خانواده یا ستارگان شبکه‌های اجتماعی بیشتر از تبلیغات مستقیم اطمینان دارند و به آن‌ها راحت‌تر اعتماد می‌کنند. در واقع اهمیت این موضوع را زمانی می‌توان به شکلی روشن‌تر متوجه شد، که گاهی اوقات خودمان هم برنامه‌های تلویزیونی و حتی لباسی که می‌پوشیم را تحت تأثیر اطرافیان‌مان انتخاب کرده‌ایم.

## چرا بازاریابی ارجاعی بسیار تأثیرگذار است؟
در حقیقت بازاریابی ارجاعی نوعی از بازاریابی دهان به دهان است که به صورت رسمی، هدفمند و مستقیم انجام می‌گیرد و به آن Direct Selling نیز گفته می‌شود.  می‌دانیم که بازاریابی ارجاعی یا بازاریابی دهان به دهان از جمله قوی‌ترین روش‌های بازاریابی است. اما این نوع از بازاریابی چرا اینقدر قدرتمند است؟
سه مورد را می‌توان به صورت کلی دلیل موفقیت این نوع بازاریابی دانست:
۱. دقت در هدف‌گیری: اگر تا به حال از بسترهای تبلیغاتی Google Adwords و Facebook Ads استفاده کرده باشید، احتمالاً دیده‌اید که چطور پول شما در جلوی چشمان‌تان به سرعت کم و کمتر می‌شود. می‌دانید دلیلش چیست؟ به صورت کلی دو دلیل برای یک کمپین موفق وجود دارد؛ پیام مناسب و هدف‌گیری دقیق مخاطبین که در بازاریابی ارجاعی هر دو در یک‌جا جمع شده‌اند. بازاریابی ارجاعی یا همان بازاریابی دهان به دهان در انتخاب مخاطبین هدف بسیار دقیق عمل می‌کند. دلیل آن این است که مشتریان شما، دوستان و اطرافیان خود را به خوبی می‌شناسند و پیام کمپین را به افرادی منتقل می‌کنند که به آن محصول یا خدمت نیاز دارند. بنابراین پیام کمپین شما بسیار مؤثرتر از روش‌های دیگر بازاریابی به مخاطبین شما منتقل می‌شود.
۲. فاکتور اعتماد: اعتماد از مرحله انتخاب تا خرید برای مشتری نقش بسیار کلیدی را ایفا می‌کند. این موضوع در حدی است که اگر ما به کسی اعتماد نداشته باشیم، حتی به حرف‌هایش هم گوش نمی‌دهیم چه برسد به این که بخواهیم از او خرید کنیم! بد نیست برای فهم بهتر این موضوع به زمانی بازگردید که فروشنده‌ای قصد فروختن کالایی را به شما داشته و شما هیچ اطمینانی به حرف‌های او نداشته‌اید. آیا از او خرید کردید؟ خرید شما خرید مطمئنی بود؟
در بازاریابی ارجاعی، دعوت به خرید معمولاً از طرف افرادی است که شما اطمینان زیادی به آن‌ها دارید. حالا چطور خرید خواهید کرد؟ مثلاً اگر یک وبلاگ‌نویس معروف یا یک متخصص در تلگرام محصولی را در زمینه‌ای که به آن نیاز دارید به شما معرفی کند، طبیعتاً شما اعتماد بیشتری به پیشنهاد او خواهید داشت. بارها و بارها تحقیقات نشان داده‌اند که این نوع از تبلیغات اگر توسط متخصصین و افرادی که مشتریان به آن‌ها اطمینان دارند منتشر بشوند، بسیار بیشتر مورد اعتماد واقع شده و موفق‌ترند.
به یاد داشته باشید که بازاریابی ارجاعی فقط محدود به دوستان و خانواده فرد نیست؛ بلکه هر منبعی که فرد به آن‌ها اعتماد دارد، می‌تواند در این راه به ما کمک کند. پس حالا وقت پرسیدن این سؤال است که فرد به چه منابعی اعتماد دارد؟
- خانواده و دوستان
- منتشر‌کنندگان اخبار
- بررسی‌ها و نظراتی که به صورت آنلاین منتشر می‌شوند.
- نظر افراد تأثیرگذار (اینفلوئنسرها، بلاگرها و ستارگان شبکه‌های اجتماعی)
- مشتریان قبلی
- گواهی‌نامه‌ها

۳. دستیابی و شتاب‌دهی: قبلاً اگر می‌خواستید به یک مصرف‌کننده دست پیدا کنید، خود دست‌یابی کار ساده‌ای نبود. دست‌یابی صرفاً از طریق مواجهه مستقیم با افراد یا نهایتاً با تماس تلفنی به دست می‌آمد. اما امروزه کسی که در شبکه‌های اجتماعی دنبال‌کنندگان زیادی دارد، می‌تواند به سادگی و با یک نقد برای یک محصول، موفقیت یا در طرف دیگر، شکست را به همراه داشته باشد. به عنوان مثال خویش‌انداز هیلاری داف در سال ۲۰۱۳ توانست تأثیر زیادی در جلب نظر مردم به قاب‌های Wildflower برای آیفون داشته باشد. در واقع امروزه با یک پست فیس‌بوک، یک توییت یا حتی یک سلفی در اینستاگرام که در آن یک محصول خاص وجود دارد، می‌توان تعداد زیادی مشتریان بالقوه را هدف قرار داد. اگر این پست‌ها به اشتراک هم گذاشته شوند که دیگر برای کسب‌ و کار مذکور نور علی نور خواهدبود. در حقیقت همین اثر اجتماعی است که بازاریابی اجتماعی را روز به روز قدرتمند‌تر می‌کند.
بازاریابی Influencer (مشهور) یک نوع مدرن است که بر روی تأیید مشهور است. بازاریابی انحصاری از محبوبیت اخیر سیستم عامل‌های رسانه‌های اجتماعی مانند فیس بوک، Instagram, WeChat و غیره می‌آید. ایده بازاریابی اثرگذار این است که کاربران رسانه‌های اجتماعی با داشتن بازار مجوز محصول یا سرویس از طرف یک نام تجاری باشد. با انجام این کار، شرکت‌ها امیدوارند که مخاطبان اسیر را که مسئولان رسانه‌های اجتماعی هستند، به دست آورند. به تازگی، برخی از سیستم عامل‌هایی مانند Smartfluenceساخته شده‌اند تا از ارتباط بین مارک‌ها و تأثیرگذاران پشتیبانی کنند.

## خب چطور از بازاریابی ارجاعی استفاده کنیم؟
1. خدمات استثنایی در اختیار مشتریان‌تان قرار بدهید: محصولات خوب برای پایه‌ریزی یک بازاریابی ارجاعی بسیار حیاتی است. در واقع خدمات مناسب به مشتریان (که خودش به نوعی جزئی از همان محصول است) و محصول با کیفیت بالا از مبانی کمپین‌های ارجاعی هستند. برای شروع، تجربه مشتری در کسب و کار خودتان را ارزیابی کنید. یعنی به عنوان یک مشتری به شرکت خود نگاه کنید و از خودتان بپرسید که چه چیزی در این شرکت هست که ارزش به اشتراک‌گذاری با دوستانتان را دارد.
2. به آمارهای خود توجه کنید: ممکن است شما قبلاً ارجاع‌هایی را تجربه کرده باشید ولی از آن‌ها بی‌خبر باشید. سعی کنید امکانی را فراهم کنید تا متوجه شوید که کدام کانال‌های ارتباطی هستند که تأثیر بیشتری بر روی جذب مشتریان‌تان دارند تا بیشتر روی آن‌ها سرمایه‌گذاری کنید. مثلاً در وب، یکی از ابزارهایی که به خوبی کمک می‌کند تا شما بتوانید آمار کاملی در این رابطه داشته باشید، Google Analytics است. این سرویس به صورت کامل به شما نشان می‌دهد که مشتریان شما از کدام کانال‌های ارجاعی آمده‌اند و کدام کانال‌ها تأثیر بیشتری روی مشتریان شما گذاشته‌اند. اگر به این داده‌ها دسترسی پیدا کنید، می‌توانید با روش‌های زیر با آن سایت‌ها و کانال‌ها و همین‌طور بازدیدکنندگان‌شان تعامل بیشتری داشته باشید:

- پست مهمان در آن‌ها منتشر کنید.
- در سود خود با آن‌ها شریک بشوید.
- از آن‌ها بخواهید تا بیشتر از شما در مطالب‌شان یاد کنند.

1. استفاده از «معرف» : یکی از راهکارها برای استفاده از بازاریابی ارجاعی، استفاده از «معرف» است. برای مثال اگر مشتری وارد سایت شما شده و قصد خرید کالایی را دارد، می‌تواند در حین خرید «معرف» خود را هم معرفی کند. سپس شما می‌توانید برای فرد معرف یک درصدی تخفیف در نظر بگیرید یا یک سرویس را به رایگان در اختیارشان قراردهید. این‌گونه هم مشتریان برای معرفی سرویس شما به دیگران جذب شوند و هم به نوعی مزد کاری که کرده‌اند را دریافت کنند. این کار در واقع مشابه همان استراتژی اسنپ برای جذب راننده و مسافر است.
2. کاری کنید محصول‌تان را به اشتراک بگذارند: راه‌های زیادی هست که فاکتورهای بازاریابی دهان به دهان را برای مشتریان‌تان ایجاد کنید. البته این موضوع تا حد زیادی به هنر شما بستگی دارد ولی خب می‌توان از نمونه‌های موفق هم ایده گرفت.
3. آسان‌سازی ارجاع برای مشتریان: تا جای ممکن باید تمامی امکانات برای مشتریان فراهم باشد تا بتوانند به راحت‌ترین شکل ممکن به کسب و کار شما ارجاع بدهند. برای راحتی مشتریان، شما می‌توانید امکان ارجاع را به راحتی در سایت‌تان قرار دهید که مخاطبین به راحتی از آن استفاده کنند. اگر برنامه‌ای برای بازاریابی ارجاعی دارید به گونه‌ای باید آن را پیاده‌سازی کنید که برای مخاطبین‌تان قابل‌فهم و راحت باشد تا آنان برای مشارکت هیچ سختی را پیش رویشان نبینند.
4. سرمایه‌گذاری روی افراد مؤثر: افراد مؤثر در صنعتی که در آن فعالیت می‌کنید مانند معدن‌های طلا هستند که کمک زیادی به فروش شما خواهند کرد. البته نکته اینجاست که این افراد تأثیرگذار باید تا جای ممکن به افرادی که مشتریان بازار هدف شما هستند نزدیک باشند. افراد تأثیرگذار و معروف شاید هزینه‌های زیادی را برای تبلیغ شما از شما بخواهند و شما نتوانید که با آن‌ها همکاری کنید؛ اما جای نگرانی نیست. شما می‌توانید به دنبال راه‌های بسیار کم‌هزینه‌تر باشید؛ مثلاً پیدا کردن یک وبلاگ‌نویس مطرح یا یک استاد دانشگاه یا یک کانال تأثیرگذار تلگرامی و موارد این‌چنینی که هزینه‌های پایین و بازگشت مناسبی برای شما دارند.
5. نظرات و پیشنهادها هم ارجاع هستند: مردم به آنچه که مشتریان قبلی شما می‌گویند اعتماد بیشتری دارند پس مطمئن شوید که به اندازه کافی مشتریان‌تان را تشویق به انتشار نظرات و پیشنهادات‌شان کرده‌اید. یک مثال معروف که تقریباً همه ما آن را تجربه کرده‌ایم، نظراتی است که زیر هر محصول در دیجی‌کالا می‌خوانیم و شاید حتی این نظرات برای ما مهم‌تر از بررسی دیجی‌کالا از محصول مورد نظر باشند.

## نتیجه‌گیری
بازاریابی ارجاعی یک روش مهم و تأثیرگذار برای هر نوع کسب و کاری است. پیاده‌سازی تاکتیک‌های پایه‌ای ساده می‌توانند به ما در پیاده‌سازی این نوع از بازاریابی کمک شایانی کنند. 